# Tychidion guyanense
Tychidion guyanense is een eenoogkreeftjessoort uit de familie van de Erebonasteridae. De wetenschappelijke naam van de soort is voor het eerst geldig gepubliceerd in 1973 door Humes.